# 電子伝達フラビンタンパク質デヒドロゲナーゼ
電子伝達フラビンタンパク質デヒドロゲナーゼ(electron-transferring-flavoprotein dehydrogenase)は、ミトコンドリアマトリックス中の電子伝達フラビンタンパク質からミトコンドリア内膜のユビキノンへ電子を移動させる酵素である。この反応は電子伝達系の一部である。この酵素は原核生物と真核生物の両方で見られ、フラビンと鉄硫黄クラスターを含む。電子伝達フラビンタンパク質デヒドロゲナーゼの欠乏症はマルチプルアシルCoAデヒドロゲナーゼ欠乏症の原因となる
。
還元型電子伝達フラビンタンパク質 + ユビキノン {\displaystyle \rightleftharpoons } 電子伝達フラビンタンパク質 + ユビキノール